# Palacio de la Cava
El Palacio de los Duques de Maqueda, también conocido como Palacio de La Cava es un palacio situado en Toledo, España. Fue construido por la familia Cárdenas, duques de Maqueda y corregidores de Toledo entre los siglos XVI y XVIII. Combina elementos góticos, como su puerta adintelada y mudéjares como su torre. Es de propiedad privada, por lo que su interior no puede ser visitado.
Se encuentra protegido en virtud de la Declaración genérica establecida en el Decreto de 22 de abril de 1949 y la Ley 16/1985 sobre el Patrimonio Histórico Español.